# 마크 그래노베터
마크 그래노베터(영어: Mark Granovetter)는 미국의 사회학자이다. 1970년대 이래로 현대 사회학 이론에 지대한 영향을 끼친 인물 중 하나이며, 특히 경제사회학과 사회 연결망 이론, 그리고 조직이론에 있어서 저명한 학자로 알려져 있다. 특히 그의 논문 중 하나인 ‘약한 연결의 힘(The Strength of Weak Ties)'는 사회 연결망 이론에 있어서 정보의 확산에 관한 이론적 초석을 쌓았다는 점에서 그의 주요한 업적 중 하나로 평가되고 있다. 2014년 그라노베터는 톰슨 로이터에서 선정한 표창 수상자로 선정되었으며, 이 기관의 노벨 경제학상 예상 수상자 명단에 이름을 올렸다. 웹 오브 사이언스의 데이터에 따르면 그라노베터는 가장 많이 인용된 사회학 논문 1, 3위를 모두 저술한 것으로 나타났다.

## 약력
그래노베터는 프린스턴대에서 미국 및 현대유럽사를 전공하였으며 하버드대에서 사회학 박사학위를 받았다. 노스웨스턴대, 뉴욕주립대-스토니브룩, 존스홉킨스대를 거쳐, 현재 스탠포드대 사회학과에 조안 버틀러 포드 교수로 재직 중이다.

## 같이 보기
- 신제도주의
- 사회 연결망 이론
- 경제사회학

1. ↑  “Mark Granovetter”. 2025년 3월 18일에 확인함.